# Gynoglottis
Gynoglottis là một chi thực vật có hoa trong họ, Orchidaceae.